# Meilleures joueuses des 15 ans de la WNBA

Logo des 15 ans de la WNBA.

La sélection des Meilleures joueuses des 15 ans de la WNBA dite aussi Top 15 est une sélection annoncée en 2011 pour le 15e anniversaire de la ligue de basket-ball féminin au sein d’une liste de 30 joueuses soumise au vote du public, des médias, des entraîneurs et des joueuses.
La sélection Top 15 est dévoilée à la mi-temps du All-Star Game WNBA 2011. Elle est établie selon l'impact des joueuses sur le jeu, mais aussi de critères de sportivité, d'implication sociale et de leadership. Si seules les joueuses de WNBA sont éligibles, leur palmarès hors de la ligue est pris en compte.

## La sélection

### Sélection Top 15
- Note: seules les informations des 15 premières saisons (2011 incluse) sont pertinentes.

| Joueuse             | Poste | Franchise | Université       | Médailles olympiques      | Titres WNBA            | Distinctions                                                                   | All-Star Games                  |
| ------------------- | ----- | --- | ---------------- | ------------------------- | ---------------------- | ------------------------------------------------------------------------------ | ------------------------------- |
| Sue Bird            | 1     | Storm de Seattle (2002–) | Connecticut      | 2004 · 2008               | 2004, 2010             | -                                                                              | 2002–2007, 2009–2011            |
| Tamika Catchings    | 3     | Fever de l'Indiana (2002–) | Tennessee        | 2004 · 2008               | 2012                   | Rookie (2002) DA (2005, 2006, 2009, 2010) KPSA (2010)                          | 2002–2007, 2009–2011            |
| Cynthia Cooper      | 2     | Comets de Houston (1997–2000, 2003) | USC              | 1988 · 1992               | 1997, 1998, 1999, 2000 | MVP (1997, 1998) MVP des Finales (1997, 1998, 1999, 2000)                      | 1999, 2000, 2003                |
| Yolanda Griffith    | 5     | Monarchs de Sacramento (1997–2007) Storm de Seattle (2008) Fever de l'Indiana (2009)                                                             | Florida Atlantic | 2000 · 2004               | 2005                   | MVP (1999) MVP des Finales (2005) DA (1999) ASG MVP (2004)                     | 1999–2001, 2003–2007            |
| Becky Hammon        | 2     | Liberty de New York (1999–2006) Silver Stars de San Antonio (2007–)                                                                              | Colorado State   | 2008 · ()                 | -                      | -                                                                              | 2003–2007, 2009–2011            |
| Lauren Jackson      | 5     | Storm de Seattle (2001–) | N/A              | 2000 · 2004 · 2008        | 2004, 2010             | MVP (2003, 2007, 2010) MVP des Finales (2010)                                  | 2001–2003, 2005–2007, 2009–2011 |
| Lisa Leslie         | 5     | Sparks de Los Angeles (1997–2009) | USC              | 1996 · 2000 · 2004 · 2008 | 2001, 2002             | MVP (2001, 2004, 2006) MVP des Finales (2001, 2002) ASG MVP (1999, 2001, 2002) | 1999–2006, 2009                 |
| Ticha Penicheiro    | 1     | Monarchs de Sacramento (1998–2009) Sparks de Los Angeles (2010–2011) Sky de Chicago (2012)                                                       | Old Dominion     | -                         | 2005                   | -                                                                              | 1999–2002                       |
| Cappie Pondexter    | 2     | Mercury de Phoenix (2006–2009) Liberty de New York (2010–)                                                                                       | Rutgers          | 2008                      | 2007, 2009             | MVP des Finales (2007)                                                         | 2006, 2007, 2009–2011           |
| Katie Smith         | 3     | Lynx du Minnesota (1999–2005) Shock de Détroit (2006–2009) Mystics de Washington (2010) Storm de Seattle (2011–2012) Liberty de New York (2013-) | Ohio State       | 2000 · 2004 · 2008        | 2006, 2008             | MVP des Finales (2008)                                                         | 2000–2006, 2009                 |
| Dawn Staley         | 1     | Sting de Charlotte (1999–2005) Comets de Houston (2005–2006)                                                                                     | Virginia         | 1996 · 2000 · 2004        | -                      | KPSA (1999, 2006)                                                              | 2002–2006                       |
| Sheryl Swoopes      | 3     | Comets de Houston (1997–2007) Storm de Seattle (2008) Shock de Tulsa (2011)                                                                      | Texas Tech       | 1996 · 2000 · 2004        | 1997, 1998, 1999, 2000 | MVP (2000, 2002, 2005) DA (2000, 2002, 2005) ASG MVP (2005)                    | 1999, 2000, 2002–2006           |
| Diana Taurasi       | 2     | Mercury de Phoenix (2004–) | Connecticut      | 2008                      | 2007, 2009             | MVP (2009) MVP des Finales (2009) Rookie (2004)                                | 2004–2007, 2009–2011            |
| Tina Thompson       | 3     | Comets de Houston (1997–2008) Sparks de Los Angeles (2009–2012) Storm de Seattle (2013)                                                          | USC              | 2004 · 2008               | 1997, 1998, 1999, 2000 | ASG MVP (2000)                                                                 | 1999–2004, 2006, 2007, 2009     |
| Teresa Weatherspoon | 1     | Liberty de New York (1997–2003) Sparks de Los Angeles (2004)                                                                                     | Louisiana Tech   | 1992 · 1996               | -                      | DA (1997, 1998)                                                                | 1999–2003                       |

- Le premier WNBA All-Star Game s'est déroulé annuellement depuis 1999 sauf en 2008. En 2004, il prend la forme d'une rencontre opposant une sélection WNBA issue des deux conférences opposée à une sélection américaine préparant soit les Jeux olympiques (2004), soit les championnats du monde (2010). Cet article liste les participations avec l'équipe nationale comme des participations au All-Star Game. Cette liste inclut les joueuses blessées mais néanmoins désignées pour le All-Star Game.
- DA : Défenseure de l'Année
- ASG MVP = MVP du All-Star Game
- KPSA : Trophée Kim Perrot

## Autres finalistes
- Seimone Augustus
- Ruthie Bolton[N 1]
- Swin Cash
- Katie Douglas
- Cheryl Ford[N 1]
- Chamique Holdsclaw[N 1]
- Shannon Johnson[N 1]
- Taj McWilliams-Franklin
- DeLisha Milton-Jones
- Deanna Nolan[N 1]
- Candace Parker
- Nykesha Sales[N 1]
- Tangela Smith
- Penny Taylor
- Natalie Williams[N 1]

1. 1 2 3 4 5 6 7  Joueuse ayant cessé leur carrière à l'époque de la nomination des 15 joueuses

## Divergences avec la All-Decade Team
Les dix joueuses élues Meilleures joueuses des 10 ans de la WNBA sont reconduites dans l'équipe Top 15. Celles-ci sont rejointes par cinq joueuses. Trois de celles-ci avaient déjà reçu une Honorable mention dans la All-Decade Team : Ticha Penicheiro, Diana Taurasi, Teresa Weatherspoon. Les deux autres joueuses sont Becky Hammon et Cappie Pondexter.
Parmi les trente finalistes composant ces deux équipes, certaines joueuses de la sélection de la First Team sont omises de la All-Decade Team et réciproquement des joueuses qui n’ont pas été reconduites.

### Ajouts
- Seimone Augustus
- Katie Douglas
- Cheryl Ford
- Candace Parker
- Cappie Pondexter
- Tangela Smith
- Penny Taylor

### Soustraites
- Janeth Arcain
- Tamecka Dixon
- Jennifer Gillom
- Vickie Johnson
- Rebecca Lobo
- Mwadi Mabika
- Andrea Stinson